# Helmuth Fricke
Helmuth Fricke (* 1. Juni 1933 in Wandsbek; † 14. Juli 2013) war ein deutscher Verleger und Heimatforscher.

## Leben
Fricke wurde im Jahr 1933 in Wandsbek bei Hamburg geboren.
Als gelernter Buchhandels- und Verlagskaufmann war er bis zu dessen Verkauf Inhaber des Lehrmittel Verlages Otto Heinevetter.
Helmuth Fricke veröffentlichte zahlreiche Bücher und Aufsätze zur Wandsbeker Geschichte. Letztere erschienen in der Rubrik Wandsbek historisch der vom Bürgerverein Wandsbek von 1848 e. V. herausgegebenen Zeitschrift Wandsbek informativ. Seit 1992 war Fricke Schriftleiter der Zeitschrift.
Gemeinsam mit Michael Pommerening und Georg-Wilhelm Röpke erarbeitete Helmuth Fricke einen Rundgang zu den historischen Stätten Wandsbeks.

## Mitgliedschaften
Fricke gehörte dem Bürgerverein Wandsbek an, der Träger des Heimatmuseums Wandsbek ist. Ebenso war er Mitglied im Heimatring Wandsbek und der Claudius-Gesellschaft.

## Auszeichnungen
Für sein Engagement ist Helmuth Fricke mehrfach ausgezeichnet worden. Verliehen wurden ihm das Bundesverdienstkreuz und der Portugaleser in Bronze. Auch erhielt er die vom Bezirksamt und der Bezirksversammlung vergebene Wandsbek-Medaille.